# 王致中 (萬曆甲戌進士)
王致中（1547年—？），字懋和，陝西寧羌衛軍籍直隸常州府無錫縣人，明朝政治人物。

## 生平
南鄭縣學生。萬曆元年（1573年）癸酉科陝西鄉試第四十名，萬曆二年（1574年）甲戌科會試第一百八十八名，登三甲第一百一十名進士。授太原府推官，擢任兵部主事，因清直取忌，谪河南知事，寻升灵宝知县。灵宝素苦冲疲，致中救荒恤驿，灵宝人感激，祀名宦。

## 家族
曾祖王鐸，曾任州同知；祖父王良貴，曾任監生；父王胤。母陳氏。具庆下。兄建中、立中、行中。